# Michael Forslund
Michael Forslund, född 22 juli 1986 i Mora, är en svensk skicrossåkare som deltog i de Olympiska vinterspelen 2010 i Vancouver. Forslund tävlar för skicrossklubben IFK Mora Alpina.
Forslunds första stora mästerskap var Junior-VM i ryska Krasnoe Ozero där han placerade sig på en 16:e plats.
I VM 2007 placerade han sig på en 26:e plats.
Under OS 2010 slutade han på en 27:e plats.
Det var först säsongen 2009/2010 som han tog det riktiga klivet in i världseliten då han kvalade till final i 7 av 9 världscuptävlingar.
Han placerade sig bl.a:
15:e i Grindelwald Schweiz och 13:e i Meiringen-Hasliberg Schweiz

## Resultat totala världscupen
| Säsong | Placering | Disciplin |
| ------ | --------- | --------- |
| 2010   | 36:a      | Skicross  |
| 2011   | 24:a      | Skicross  |

## Bästa resultat
| Datum           | Land     | Ort         | Placering | Event     |
| --------------- | -------- | ----------- | --------- | --------- |
| 3 mars 2011     | Schweiz  | Grindelwald | 6:a       | Världscup |
| 29 januari 2011 | Tyskland | Grasgehren  | 8:a       | Världscup |
| 2 februari 2008 | Italien  | Bormio      | 2:a       | Europacup |